# Asteïsme
Een asteïsme of verfijnheid is een stijlfiguur is een elegante wijze van spot of zelfspot.
voorbeelden
- Hij is een echte digibeet.
- Zij heeft wel ondeugende dingen gedaan.
- Dat had je niet moeten doen. (Bij de ontvangst van een mooi cadeau.)